# Baia della Chroma
La baia della Chroma (in russo Хромская губа?, Chromskaja guba) è un'insenatura lungo la costa settentrionale russa, nell'Allaichovskij ulus, distretto nord-orientale della Sacha-Jacuzia. È situata nella parte sud-occidentale del mare della Siberia orientale.

## Geografia
La baia si apre tra la terraferma a est e la penisola Chromskaja Strelka (полуостров Хромская Стрелка) ad ovest. Si estende in direzione nordest-sudovest per una lunghezza di circa 130 km e una larghezza di 5 km all'imboccatura e di 20 km nel punto più largo La profondità massima è di 1 m. Vi sfociano i fiumi Chroma (река Хрома), Lapča (река Лапча), Keremesyt (река Керемесыт), Kučunnaj (река Кучуннай) e altri più piccoli.
All'interno della baia della Chroma si apre il golfo Zapadnyj (Западный залив), che a sua volta si ramifica nel golfo Vostočnyj (Восточный залив). Quest'ultimo è collegato alla baia della Chroma attraverso il canale Chromskaja (проток Хромская). Nella parte centrale si trovano l'isola Uzen'kij e, più a sud, l'isola Oseredok.
Le coste sono basse, raggiungono al massimo i 16 m d'altezza lungo la sponda orientale e sono coperte da vegetazione della tundra. Per la maggior parte dell'anno la baia è ghiacciata; durante l'estate diventa un'importante zona di nidificazione per l'oca lombardella minore.